# 期刊

公共科学图书馆每月出版的开放获取期刊《PLOS Biology》的封面

期刊（英語：Periodical publication）是定期或不定期连续出版的成册刊物，有固定名称，按卷、期或按年月顺序编号出版。有综合性期刊亦有专业性期刊。

## 發行週期
定期刊物的出版間隔稱為「刊期」，按照出版频率，刊期可分为以下类别：
- 日刊：每天出版一期的期刊。
- 週刊：每週出版一期的期刊。
- 週二刊：每週出版两期的期刊。
- 旬刊：每十天出版一期的期刊。
- 雙週刊（隔週刊）：每两週出版一期的期刊。
- 半月刊：每月出版两期的期刊，通常為1號和15號。
- 月刊：每月出版一期的期刊。
- 雙月刊：每两个月出版一期的期刊。
- 季刊：每三個月（一个季度）出版一期的期刊，一年共出版四期。
- 半年刊：每半年出版一期的期刊。
- 年刊：每年出版一期的期刊。

## 編次方式
至於期刊中期（或稱號）的編次，通常是由出版單位（不一定是出版社）根據該刊物的出版次數，依照自然數序列而編排。例如首次出版，編為第一期（華人社會又多稱為“創刊號”），隔一段時日所出版，則稱為第二期，再隔一段時日所出版，則稱為第三期，如此類推。大致而言，在該刊物改版或停刊前，這個序號一般不會中斷或重新排次。一些出版歷史悠久的期刊，可達到上千期，成為人類出版史上的一項紀錄。
在這種一般的排次方式之外，另有兩種方式亦常被採用：第一種是先以年份編次，再加上某一年份内的期数，如“2000年第1期”“2010年第3期”，採用這種編次方式时通常还会附注總期數；第二種是先以卷號編次（多为一年一卷），再加上某一卷內的期數，如“第1卷第1期”“第3卷第4期”。

## 延伸閱讀
- 報紙
- 年報
- 年鑑
- 雜誌（Magazine）
- 雜誌書（Mook）
- 國際標準期刊號（ISSN）
- 学术期刊
- 科学期刊
- 同行評審
- 开放获取
- 标题包含的頁面
- 标题包含的頁面
- 标题包含的頁面